# Sotanochactas elliotti
Genre
Espèce
Synonymes
- Typhlochactas elliotti Mitchell, 1971

Sotanochactas elliotti, unique représentant du genre Sotanochactas, est une espèce de scorpions de la famille des Typhlochactidae.

## Distribution
Cette espèce est endémique du San Luis Potosí au Mexique. Elle se rencontre dans la sierra del Abras à Ciudad Valles dans la grotte Sótano de Yerbaniz.

## Description
Ce scorpion est anophtalme.

## Systématique et taxinomie
Cette espèce a été décrite sous le protonyme Typhlochactas elliotti par Mitchell en 1971. Elle est placée dans le genre Sotanochactas par Francke en 1986.

## Étymologie
Cette espèce est nommée en l'honneur de William Elliott.

## Publications originales
- Mitchell, 1971 : « Typhlochactas elliotti, a new eyeless cave scorpion from Mexico (Scorpionidae, Chactidae). » Annales de Spéléologie, vol. 26, p. 135–148.
- Francke, 1986 : « A new genus and a new species of troglobite scorpion from Mexico (Chactoidea, Superstitioninae, Typhlochactini). » Texas Memorial Museum Speleological Monographs, vol. 1, p. 5–9.